# فيزياء المستحيل (كتاب)
كتاب فيزياء المستحيل للكاتب من اصول يابانية والأمريكي الجنسية ميشيو كاكو الحاصل عل جائزة نوبل للفيزياء عن نظرية الأوتار الفائقة تم تأليف الكتاب واصداره عام 2008 في نيويورك وتمت ترجمته وصدر عن سلسلة عالم المعرفة في الكويت في أبريل 2013 العدد 399 للمترجم الدكتور سعد الدين خرفان.
يتحدث الكتاب عن المناطق الرمادية بالفيزياء، وتصنيف التقنيات المستحيلة بالفيزياء إلى ثلاثة اصناف هي:
- الأول تقانات مستحيلة اليوم
- الثاني تقانات على حافة فهمنا للفيزياء
- الثالث تقانات تناقض قوانين الفيزياء

## المحتوى
يتكون الكتاب من خمسة عشر فصلا في 3 ابواب ومقدمة وخاتمة وهوامش، كل فصل يعالج ويتحدث عن أحد المستحيلات ضمن الاقسام الثلاثة.

## غلاف الكتاب
يعد غلاف الكتاب هو الاخير ضمن الشكل والتنسيق المتبع في اعداد عالم المعرفة على مدى ال13 عام الماضية، حيث تم البدء مند العدد 400 (مايو 2013) باخراج الكتب بغلاف مختلف احتفالا بالوصول إلى العدد 400